# Videojuego otome
Un videojuego otome (乙女ゲーム otome gēmu?,  literalmente "juego de doncellas") es un género de novela visual, dirigido principalmente al público femenino, en el que la protagonista es el personaje principal. Generalmente, uno de los objetivos, además de la trama principal, es desarrollar una relación romántica entre el personaje principal femenino y uno de los personajes principales secundarios (normalmente masculinos) 

## Historia
El primer juego otome se reconoce generalmente como Angelique, lanzado en 1994 por Koei en Japón para el Super Famicom y creado por Ruby Party, una división de desarrollo conformada solo por mujeres en Koei. El juego fue diseñado originalmente para niñas preadolescentes y adolescentes jóvenes, pero se volvió inesperadamente popular entre adolescentes mayores y mujeres de alrededor de 20 años. En 2021, la serie continuó con Angelique Luminarise, en la que la protagonista es una oficinista de 25 años. Angelique es reconocido por establecer las bases y convenciones de los juegos para mujeres: un enfoque en el romance, controles sencillos y el uso de otros medios. En 1997, el segundo juego otome, Albaria no Otome, fue lanzado por Gimmick House y Magical Craft para PC-FX y luego para PlayStation. Este juego tiene una dinámica similar a la de Angelique, con la protagonista Ashanty, una joven que debe elegir entre ser la nueva protectora sagrada de un reino o enamorarse y vivir felizmente con uno de sus caballeros, quienes la ayudarán a lo largo del juego. En 2002, Konami lanzó el exitoso Tokimeki Memorial Girl's Side, que atrajo muchos nuevos fanáticos al género aún emergente. En 2006, la lista de los 20 juegos de amor más vendidos de Famitsu incluía siete juegos otome. Los primeros juegos se inspiraron mucho en la iconografía y convenciones narrativas del "manga shoujo retro", destacando heroínas típicas, romances puros y pacíficos en entornos estables. A medida que el género se expandió, se introdujeron otros elementos narrativos y de juego, incluyendo acción, aventura, combate y tramas en las que la heroína puede "salvar el mundo" y "conseguir al chico" al mismo tiempo.
McKenzie & Co (1995) de American Laser Games y Girl's Club (1992) de Philips Interactive fueron juegos de simulación para chicas desarrollados y lanzados en los EE. UU. en el pasado. El primer juego otome japonés traducido y vendido oficialmente en inglés fue la novela visual Yo-Jin-Bo en 2006 para PC.
Algunas publicaciones que cubren regularmente juegos otome incluyen B's LOG y Dengeki Girl's Style.

## Estilo
Este género tiene muchos elementos de estilo en común con el manga shōjo y josei, y en cuanto a la trama, a menudo son similares al manga de tipo harem.
Los juegos otome lanzados en consolas y plataformas portátiles no contienen contenido pornográfico, ya que empresas como Sony y Nintendo no lo permiten. Existen juegos lanzados en plataforma PC que están clasificados como +18 por su contenido sexual. Algunos juegos se lanzaron inicialmente para PC con contenido pornográfico y luego se suavizaron para su relanzamiento en PS2.
Otros elementos comunes en los juegos otome son la importancia de la actuación de voz, ilustraciones CG fijas y una pequeña escena o epílogo al final del juego cuando un personaje es conquistado con éxito.

## Características

### Jugabilidad
Tradicionalmente, el objetivo de estos juegos es lograr que el personaje deseado se enamore y forme una relación con el personaje principal, aunque los requisitos para obtener un "final bueno" varían según el juego. Aunque las tramas de los juegos otome varían considerablemente, generalmente hay una sola protagonista femenina y varios personajes masculinos de diferentes "tipos".
En los ejemplos de novelas visuales de este género, el jugador avanza en la historia eligiendo opciones de diálogo o acciones que afectan sus relaciones en un formato de árbol de decisiones. En los juegos de simulación otome, también hay otros aspectos que afectan la trama, ya sea jugando minijuegos o aumentando estadísticas. El personaje principal a menudo tiene varios parámetros, como apariencia, estilo, inteligencia, talento, etc., que pueden mejorarse a través de varias actividades en el juego. Los intereses amorosos generalmente requieren que ciertos parámetros estén en cierto nivel para enamorarse de la protagonista. También suele haber un aspecto puro de citas en la jugabilidad de simulación. Esto implica invitar o ser invitado a citas por el interés amoroso, realizar una actividad juntos y responder a sus preguntas o comentarios. El jugador tiene varias opciones de respuesta, y una respuesta correcta aumentará su relación con ese personaje.
Una característica que se ha vuelto común en los juegos otome es el "full voice" (フルボイス, furu boisu), es decir, la actuación de voz durante todo el juego. Los intereses amorosos suelen ser interpretados por actores de voz reconocidos. En ciertos momentos o cuando el jugador cumple ciertos requisitos, pueden ocurrir eventos especiales, a menudo con una "CG" (gráfico computarizado) como recompensa. Esta CG es una imagen fija que muestra al interés amoroso y, a veces, al personaje principal en una pose con algún diálogo.
La mayoría de los juegos otome no cuentan con voz para las heroínas debido al presupuesto que requiere doblar todos sus diálogos. Sin embargo, algunos juegos cuentan con heroínas completamente dobladas, como Norn9 o Haruka: Beyond the Stream of Time.

### Representación de la mujer
En los juegos otome, el personaje femenino principal generalmente se clasifica como de "auto-inserción" o "no auto-inserción". La auto-inserción no tiene personalidad ni trasfondo, lo que permite que las jugadoras se proyecten en el juego. En contraste, el personaje principal no auto-insertado tiene una personalidad más vívida y una historia detallada, cuyos rasgos no dependen del jugador para existir.
Sin embargo, en cualquier caso, el personaje principal en la mayoría de los juegos otome tiene una imagen fija. Por lo general, el juego se desarrolla desde el punto de vista en primera persona de la protagonista.
En general, es difícil representar a la protagonista en términos simples, porque el personaje del juego como avatar del jugador es ambiguo y complejo, un estado donde sujeto y objeto coexisten: son tanto los "zapatos" del jugador como un ícono admirable.

### Representación del hombre
Los personajes masculinos principales con los que se puede desarrollar una relación romántica varían de juego en juego. Sin embargo, generalmente son personajes de apariencia atractiva.
Existen algunos arquetipos típicos en los juegos otome: Oresama, Kuudere, Amigo de la infancia, Shota, Hombre maduro/mayor, Dandere, Megane, Tsundere, Yandere, Genki, el coqueto y el galán.

## Adaptaciones a otros medios

### Manga
Los juegos otome tienen fuertes vínculos con el manga shōjo, con títulos populares que a menudo inspiran una serie de manga (por ejemplo, Neo Angelique y Meine Liebe), y series de manga populares que son adaptadas a videojuegos (como Nana). También existen ejemplos de lanzamientos simultáneos de un manga y un juego otome, como Angelique y Full House Kiss. Es común encontrar dōjinshi con personajes populares de juegos otome.

### Anime
Algunos juegos populares también han sido adaptados a anime, OVAs o series, como Angelique, Diabolik Lovers y Uta no Prince-sama.

## Otomesreconocidos
- 7'scarlet
- Alice in the Country of Hearts (series)
- Amnesia (series)
- Angelique (series)
- Arabians Lost: The Engagement on Desert
- Bad Apple Wars
- Brothers Conflict (series)
- Café 0 ~The Drowned Mermaid~
- Code: Realize
- Collar × Malice
- Dance with Devils (series)
- Diabolik Lovers (series)
- Duel Love
- Full House Kiss (series)
- Hakuōki (series)
- Harukanaru Toki no Naka de (series)
- Hatoful Boyfriend
- Heileen (English)
- Hiiro no Kakera (series)
- Jack Jeanne
- Kiniro no Corda (La Corda d'Oro) (series)
- La storia della Arcana Famiglia (series)
- Last Escort (series)
- Magic-kyun! Renaissance (series)
- McKenzie & Co
- Meine Liebe (series)
- Mr Love: Queen's Choice
- My Candy Love
- Mystic Messenger
- Norn9
- Otometeki Koi Kakumei Love Revo!!
- Palais de Reine
- Princess Debut
- Starry Sky (series)
- Tears of Themis
- The Silent Kingdom
- Tokimeki Memorial Girl's Side (series)
- Ururun Quest: Koiyuuki
- Uta no Prince-sama (series)
- Vitamin (series)
- Yo-Jin-Bo
- Your Memories Off: Girl's Style

## Desarrolladores y editores reconocidos
- Aksys Games
- Broccoli
- D3 Publisher
- GREE
- Hanako Games
- HuneX
- Idea Factory (Otomate)
- Koei Tecmo (Ruby Party)
- Konami
- Mangagamer
- QuinRose
- sakevisual
- Sunsoft
- Voltage
- Winter Wolves